# Bacardi 151

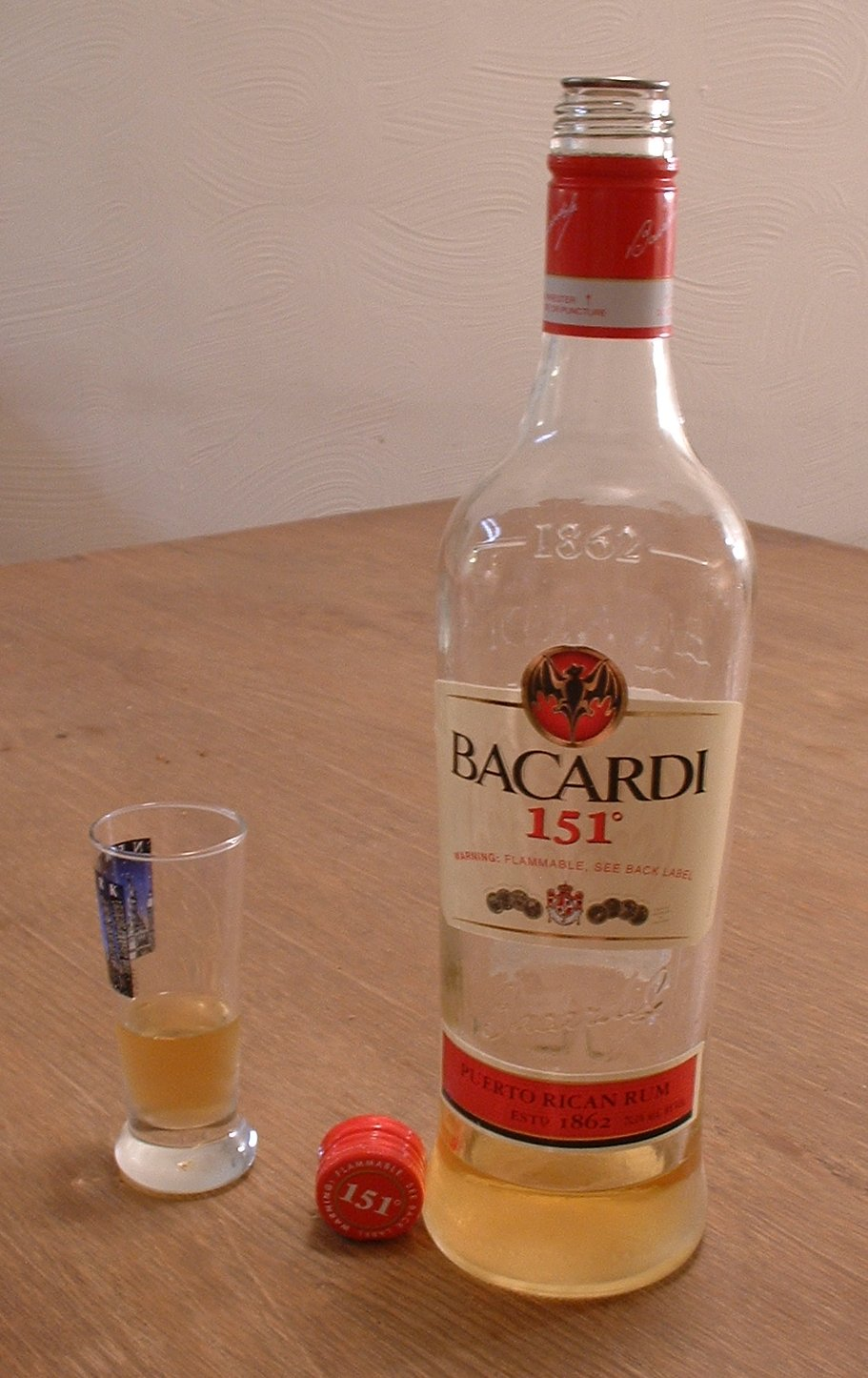
Een fles Bacardi 151

Bacardi 151 is een rumsoort van het van oorsprong Cubaanse merk Bacardi. De 151 staat voor 151 proof, wat gelijkstaat aan een alcoholpercentage van 75,5%. 
Deze Bacardi wordt niet meer gemaakt.